# Abhayagiri
Abhayagiri è uno dei più antichi e importanti monasteri buddisti nella storia dello Sri Lanka. Fu fondato dal re Vaṭṭagāmaṇī Abhaya nel I secolo a.C. dopo che questi riuscì, dopo quattordici anni di guerra, a sconfiggere un esercito di Tamil proveniente dall'India che aveva occupato la capitale Anurādhapura. Nello stesso periodo il paese subì anche una terribile siccità e rivolte interne. A guerra conclusa il sovrano fece demolire il monastero nigantha (giainista) di Giri e vi fece erigere il monastero buddhista di Abhayagiri-Vihāra che donò ad un monaco di nome Kupikkala Mahā Tissa in segno di gratitudine per la sua amicizia e per l'essergli stato vicino durante il suo esilio. Questo è il primo episodio documentato nella storia dello Sri Lanka della donazione personale di un monastero ad un monaco. Il monaco Kupikkala Mahā Tissa era uno dei monaci residenti nel monastero Mahāvihāra, ma accusato di una troppo lasca aderenza alla disciplina monastica fu espulso da questo monastero e si trasferì stabilmente, con un seguito di cinquecento monaci, nel nuovo monastero di Abhayagiri. Il dissenso tra le comunità dei due monasteri, che avrà nella storia futura dell'isola un ruolo molto incisivo, si manifestò quindi molto presto dopo la fondazione dell'Abhayagiri-Vihāra, anche se da un punto di vista dottrinale e della pratica non c'era a questo punto alcuna differenza tra le due comunità.